# Creyssac
Creyssac település Franciaországban, Dordogne megyében. Lakosainak száma 104 fő (2022. január 1.). Creyssac Paussac-et-Saint-Vivien, Bourdeilles és Grand-Brassac községekkel határos.

## Népesség
A település népességének változása:
| Lakosok száma | 95   | 83   | 81   | 103  | 86   | 95   | 99   | 95   | 98   | 104  |
|               | 1968 | 1982 | 1990 | 2006 | 2013 | 2015 | 2017 | 2019 | 2020 | 2022 |